# جميل الحراشف الصغير
جميل الحراشف الصغير أويوفولوس صغير (الاسم العلمي Eupholus petitii) هو نوع من الخنافس من فصيلة السوسية الحقيقية،
عادة ما يكون لونها أزرق أو أخضر.